# 汪潮海
汪潮海（1940年—），江西景德镇市乐平市乐港镇港口村人，中国人民解放军将领、中国人民解放军少将。

## 生平
1957年7月，在乐平县建筑公司担任工人。1958年12月，加入中国共产党。1959年1月，加入中国人民解放军。1966年9月，参加越南战争的支援工作。1978年9月，出任第28军82师244团政委。1979年10月，担任82师政委。1983年4月，担任第二十八军政治部主任。1985年7月，担任二十八军副政委。1988年被授予少将军衔。1990年6月，担任山西省军区政治部主任。1991年7月，担任山西省军区副政治委员。1994年4月-2000年12月，出任河北省军区政委。1996年8月7日，他率领河北省军区抗洪救灾指挥组抵达饶阳县，与河北省副省长何少存等人制定滹沱河抗洪抢险方案。2000年12月退休。